# Anyphops rubicundus
Anyphops rubicundus là một loài nhện trong họ Selenopidae.
Loài này thuộc chi Anyphops. Anyphops rubicundus được George Newbold Lawrence miêu tả năm 1940.